# Suszica (rzeka)
Suszica (bułg. Сушица) – rzeka w południowej Bułgarii. 
Swój bieg zaczyna pod Dobrostanskim ridem w Rodopach Zachodnich, na wysokości 1425 m n.p.m., na zachód od szczytu górskiego Sini wrych (1 536 m). Jest prawym ujściem Jugowskiej reki, na wysokości 556 m n.p.m., 1,7 km na południowy wschód od Jugowa. Rzeka ma 24 km długości oraz powierzchnię dorzecza wielkości 62 km², co stanowi 18,7% powierzchni dorzecza Jugowskiej reki. 
Rzeka przepływa przez 2 miejscowości: Sini wrych i Mostowo.